# Allah

Chữ ' viết theo hoa tự Ả Rập

Allah chữ nghệ thuật

Allah (tiếng Ả Rập: الله, Allāh) là danh từ tiêu chuẩn trong tiếng Ả Rập để chỉ định Thiên Chúa Đấng Toàn Năng. Tại châu Âu, châu Mỹ, Đông Á, Nam Á danh từ Allah được phần đông coi là dành riêng cho tín đồ Islam. Tuy nhiên, tại các xứ nói tiếng Ả Rập, Kitô hữu và Do Thái giáo cũng gọi Thiên Chúa là Allah. Danh từ Allah vốn đã có trong ngôn ngữ Ả Rập từ thời xa xưa, cả Do Thái giáo và Kitô giáo cũng đã được truyền vào bán đảo Ả Rập rất sớm. Cho nên, Kitô hữu người Ả Rập ngày nay không có danh từ nào khác để gọi Thiên Chúa, họ gọi chẳng hạn Chúa Cha là Allāh al-'Ab.

## Quan niệm

### Đấng Tạo Hóa
Người Ả Rập thời tiền-Islam tin rằng Allah là Đấng Tạo Hóa và ban mưa. Tín đồ Islam tin rằng:
"Quả thật, Rabb của các người là Allah, Đấng đã tạo các tầng trời và Trái Đất trong sáu ngày rồi Ngài tự lên ngôi trên chiếc Ngai Vương..."
"Ngài đã tạo các tầng trời không cần các cột trụ chống đỡ mà các người có thể nhìn thấy (với mắt thường) và Ngài đã dựng lên trên mặt đất những quả núi vững chắc, sợ rằng (đất) sẽ rung chuyển với các người và Ngài trải ra nơi đó đủ loại thú vật..."

### Nơi hiện diện
Trong sự vĩ đại:
"...Ngai Vàng (Kursi) của Ngài bao trùm cả các tầng trời và Trái Đất..."
Và trong sự vi tế:
"Và chắc chắn TA đã tạo hóa ra con người và biết điều mà bản thân (linh hồn) của hắn thì thào (xúi giục) hắn bởi vì TA gần hắn hơn tĩnh mạch nơi cổ của hắn."

### Tính Toàn Năng, Toàn Tri
"Ngài thêm vào sự tạo hóa bất cứ cái gì Ngài muốn bởi vì Ngài thừa khả năng làm được tất cả mọi vật (việc). Bất cứ Hồng ân nào mà Allah ban cho nhân loại, không ai có quyền giữ lại và cái nào mà Ngài giữ lại thì không ai ngoài Ngài có quyền ban phát ra sau đó..."
"...không có gì có thể giấu khỏi được Đấng Toàn Năng (Allah) của Ngươi (Muhammad) dù cho đó là sức nặng của một hạt nguyên tử nằm dưới đất hay ở trên trời đi nữa và không có một cái nào nhỏ hơn hay lớn hơn cái đó mà lại không được ghi chép trong một Quyển Sổ (Định Mệnh) rõ ràng."

### Đấng Phán Xét
"Mỗi linh hồn đều phải nếm cái chết. Và chỉ vào Ngày Phán Xử Cuối Cùng các người mới được đền bù lại trọn vẹn phần công lao của các người. Bởi thế, ai được bốc đi xa khỏi Lửa (của Hỏa Ngục) và được thu nhận vào Thiên Đàng thì chắc chắn sẽ thành đạt..."
"Vào Ngày đó, nhân loại sẽ đi rời rạc từng đoàn đến chứng kiến việc làm của họ. Bởi thế, ai làm việc thiện dù nhẹ bằng hạt cải cũng sẽ thấy nó; Và ai làm việc ác dù nhẹ bằng hạt cải cũng sẽ thấy nó."

### Tính Duy Nhất và Tính Vĩnh Hằng
Người Ả Rập ở Mecca vào thế kỷ 6 vì lúc bấy giờ Hồi giáo còn phôi thai nên đã có những ý nghĩ sai lệch tin rằng Allah có quan hệ máu mủ với các thần. Allah có con trai và con gái, và các nữ thần được thờ phụng tại Mecca lúc bấy giờ như al-'Uzza, Manat và al-Lat là con gái của Allah.
Theo tín ngưỡng Islam:
"Allah Đấng Tối cao không sinh (đẻ) ra ai, cũng không do ai sinh ra. Và không một ai có thể so sánh (ngang bằng) với Ngài được."
"Ngài là Đấng Sáng Tạo và là Đấng Phán Xét;..."
"... Allah nắm quyền thống trị các tầng trời và Trái Đất và vạn vật giữa trời đất. Và Ngài là mục tiêu trở về cuối cùng của tất cả."

## Các ngôn ngữ
Hầu hết các ngôn ngữ đều gọi Allah theo lối phiên âm, hoặc dịch nghĩa. Các quyển Kinh Thánh tiếng Indonesia biên Thượng Đế hay Đấng Toàn Năng là Allah. Tín đồ Islam nói tiếng Trung Quốc cũng hay gọi Allah là Chân Chúa (真主) (Chúa thật).
Tại Việt Nam, một danh từ được người Chàm lslam ở Việt Nam dùng khá phổ biến trong cộng đồng tiếng Việt là Allah Đấng Toàn Năng, Đấng Tối cao, hay Đấng Độ Lượng vì lý do để thể hiện sự tôn trọng, do trong tiếng Việt, khi thể hiện sự tôn trọng thường gọi tên kèm các kính ngữ đứng trước Ngài. Tín đồ Chàm Islam nói tiếng Việt cũng hay thường gọi Allah là Thượng Đế khi giao tiếp với người của tôn giáo khác, hoặc đôi khi Thượng Đế Đấng Toàn Năng, Đấng Tối cao, hay Đấng Độ Lượng, trong các buổi hành lễ trong Samkhik (Nhà Nguyện) hay khi làm phép vào đạo Islam (Tamư Bani Islam) cho một tín đồ mới. Nhưng đối với người Kinh thường có thói quen gọi Allah là một vị "thánh", đó là Thánh A-la. Hiện giờ chưa có bằng chứng nào giải thích cách du nhập Hồi giáo qua Việt Nam ngoài thông qua người Chăm, nhưng ai cũng biết rằng quan niệm đó là sai lầm khi gọi Allah là một vị thánh và có thể gây xúc phạm đồng thời có phần gây phân biệt chủng tộc hay phân biệt dân tộc đối với các tín đồ Hồi giáo và các nước theo Hồi giáo.